# Trinity Washington University
La Trinity Washington University (naguère Trinity College) est une université catholique située à Washington, aux États-Unis. Elle est fondée en 1897 par la supérieure des sœurs de Notre-Dame de Namur, Julia McGroarty.
Son premier cycle est destiné aux femmes.

## Enseignantes célèbres
- Lilli Hornig, membre du projet Manhattan, membre du comité directeur de la chaire de chimie.

## Étudiantes célèbres
- Kellyanne Conway, femme politique américaine
- Nancy Pelosi, femme politique américaine
- Kathleen Sebelius, femme politique américaine